# Grundpflege

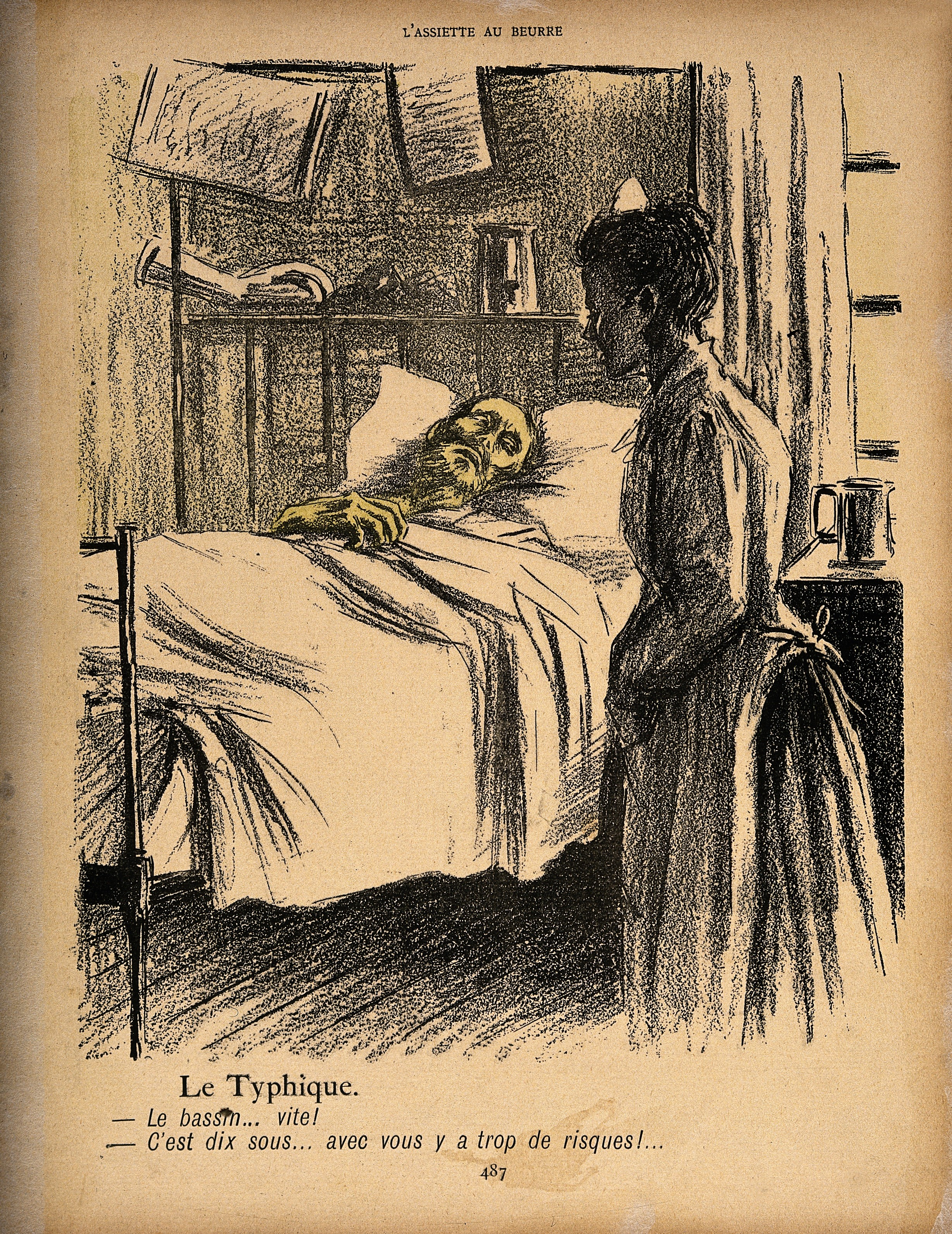
Ein Typhuskranker fragt nach dem Steckbecken, die Pflegeperson nennt ihm den Preis. Reproduktion einer Lithographie von Noël Dorville; um 1901.

Grundpflege oder Direkte Pflege bezeichnet in den Pflegeberufen der Gesundheits- und Krankenpflege, der Kindergesundheits- und Krankenpflege, der Altenpflege und der Heilerziehungspflege grundlegende und gewöhnlich regelmäßig wiederkehrende Pflegeleistungen. Diese umfassen den Bereich der Körperpflege, der Ernährung  und der Mobilität, sowie andere nicht-medizinische Pflegetätigkeiten aus den Bereichen der Aktivitäten des täglichen Lebens. Die Durchführung ärztlich verordneter Behandlungen, wie die Verabreichung von Medikamenten, Injektionen, Verbandwechsel, wird analog als Behandlungspflege bezeichnet.
Beide Begriffe gelten in der Pflegewissenschaft als veraltet.

## Geschichte des Begriffes
Das Begriffspaar „Grund- und Behandlungspflege“ wurde im deutschsprachigen Raum 1967 durch den Krankenhausökonomen Siegfried Eichhorn eingeführt. Die beiden Begriffe entstanden hierbei als ungenaue Übersetzung einer englischsprachigen Arbeit von 1954.
Nach Eichhorns Auslegung wird Grundpflege unabhängig von der zugrunde liegenden Erkrankung geleistet und ist damit sowohl vom Tätigkeitsumfang als auch vom Zeitaufwand für alle Patienten gleich. Zur Grundpflege zählt Eichhorn alle körperbezogenen Tätigkeiten wie Hilfestellung bei der Körperpflege, Nahrungsaufnahme, Ausscheidung und Mobilisation. Diese Tätigkeiten können ihm zufolge bei Personalengpässen und Arbeitsgipfeln zugunsten einer reibungslos ablaufenden Therapie bzw. Behandlungspflege vernachlässigt werden. Seinem Gedankengang weiter folgend legt dies den Schluss nahe, dass Grundpflege schneller und leichter zu erlernen sei, was faktisch eine Abwertung der Grundpflege ist, die sich in der häufigen Zuweisung an unerfahrene Pflegende oder ungelernte Aushilfen widerspiegelt.
Der mit dieser Aufteilung der Pflegepraxis verbundene Dualismus zwischen der Versorgung von körperlichen Grundbedürfnissen und ärztlich verordneten Tätigkeiten wurde mit einem sich ändernden Berufsverständnis und dem Aufkommen der Pflegewissenschaft zugunsten einer ganzheitlicheren Betrachtungsweise verlassen.

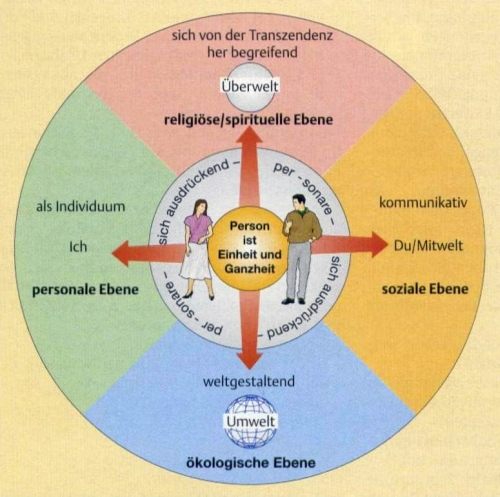
Von Sr. Liliane Juchli erstellte Grafik zur Ganzheit aus ihrem Buch „Pflege“

Liliane Juchli verwendet 1969 in ihrem mit anderen Autoren verfassten ersten Manuskript (Manuskript der Schule Theodosianum) für ein Pflegelehrbuch den Titel Umfassende Krankenpflege – Grundpflege – Behandlungspflege. Aus Grund- und Behandlungspflege werden in den ersten Auflagen die Bezeichnungen allgemeine und spezielle Krankenpflege, die so bis 1979 nicht nur titelgebend, sondern auch inhaltliches Strukturelement sind. Hiernach umfasst Grundpflege die Körperpflege, Krankenbeobachtung, („einfache“) Mobilisation, Prophylaxen und seelischen Beistand, was Juchli insgesamt als „großen Sektor“ von "Aufgaben und Pflichten" beschreibt. In den Ausführungen zur Pflege stellt Juchli aber schon ganzheitliche Betrachtungen an, aus denen sie in der Folge den pflegetheoretischen Ansatz von Roper, Logan und Tierney im Pflegeerfassungsinstrument der Aktivitäten des täglichen Lebens (ATL) entwickelt.
Die Schweizer Pflegepädagoginnen Martha Meier und Verena Fiechter definieren 1981 anstelle von Grund- und Behandlungspflege drei Handlungsbereiche der Eigenständigkeit einer Krankenpflegekraft: den unabhängigen, den abhängigen und den interdisziplinären Handlungsbereich, in dem alle Beteiligten einschließlich des Patienten gemeinsam Entscheidungen treffen. Danach ergeben sich unterschiedliche Schwerpunkte nach dem  jeweiligen Einsatzbereich der Pflege: Im Krankenhaus überwiegt der abhängige Bereich, in der häuslichen Pflege der unabhängige und in Rehabilitationseinrichtungen der interdisziplinäre Bereich.
In Deutschland wurde erstmals 1992 inhaltliche Kritik am Begriffspaar Grund- und Behandlungspflege geäußert.
Ab 2004 wurde die Verwendung der Begriffe in Lehrbüchern für Pflegeberufe abgelehnt, sofern sie noch erwähnt wurden. Sie fanden jedoch Eingang in das Sozialgesetzbuch und wurden dort auch verwendet, wenngleich eine Legaldefinition nicht existierte.
Monika Krohwinkel verabschiedete 2013 in der Überarbeitung ihres Pflegemodelles diese Begrifflichkeit und führt aus:  „...Die Begriffe Grundpflege und Behandlungspflege sollten als überholt angesehen werden. Stattdessen sollte von Pflege und von Mitarbeitsaufgaben der Pflege gesprochen werden, wie dies auch in der Studie zur fördernden Prozesspflege im Zusammenhang mit dem Managementmodell begründet, untersucht und entwickelt worden ist. Die Hauptaufgaben und Verantwortungen beruflicher Pflege werden in diesem Modell nicht primär den Mitarbeitsaufgaben für andere Berufsgruppen zugeordnet, sondern einer personzentrierten Pflege im direkten Pflegeprozess, der Dokumentation sowie einer personenorientierten Organisation pflegerischer Prozesse mit entsprechenden Zuordnungen personeller, zeitlicher und materieller Ressourcen. …“
Im Zweiten Pflegestärkungsgesetz, das 2017 in Kraft trat und verschiedene Änderungen des Elften Buches Sozialgesetzbuch vorsah, wurde die Bezeichnung Grundpflege durch die Umschreibungen „körperbezogene Pflegemaßnahmen“ und „pflegerische Betreuungsmaßnahmen“ ersetzt.

## Ehemalige pflegeversicherungsrechtliche Bedeutung
Der individuelle Bedarf an Grundpflege hatte bis Ende 2016 entscheidende Bedeutung für die Einordnung eines Pflegebedürftigen in die Pflegestufen der Pflegeversicherung und der entsprechenden Kostenübernahme durch die Pflegekasse. Beispielsweise wurden Pflegebedürftige, die zu mindestens drei verschiedenen Tageszeiten einen Hilfebedarf von mindestens 120 Minuten bei der Grundpflege und einen Gesamtpflegebedarf von mindestens 180 Minuten täglich benötigen, der Pflegestufe II zugeordnet. Da in der Pflegeversicherung seit 2017 andere Einstufungskriterien gelten und der Begriff „Grundpflege“ nicht mehr angewendet wird, ist diese pflegeversicherungsrechtliche Bedeutung entfallen.

## Grund- und Behandlungspflege im Sozialrecht (Deutschland)
Bei der häuslichen Krankenpflege oder im Rahmen einer stationären Krankenhausbehandlung ist Grund- und Behandlungspflege in Deutschland eine Leistung der Krankenversicherung, in der stationären Pflege Leistung der Pflegeversicherung. Zur Pflegesachleistung der Pflegeversicherung im häuslichen Bereich gehört nur die Grundpflege, nicht jedoch Maßnahmen der Behandlungspflege, die gesondert verordnet werden müssen.

### Leistungen der Grundpflege
In der Richtlinie über die Verordnung von häuslicher Krankenpflege werden als Leistungen der Grundpflege folgende Tätigkeiten genannt:
- Nahrungs- und Flüssigkeitszufuhr, Hilfe bei Sondenernährung: Verabreichen von Nahrung (ggf. über Magensonde bzw. perkutane endoskopische Gastrostomie (PEG) oder Jejunostomie, mittels Spritze, Schwerkraft oder Pumpe, Überprüfung der Lage der Sonde, Spülen der Sonde nach Applikation, ggf. Reinigung des verwendeten Mehrfachsystems).
- Körperpflege: Duschen, Baden, Waschen; Mund-, Zahn-, Lippen- und Hautpflege; Rasur, Haar- und Nagelpflege; Pflege einer Augenprothese; Mundpflege als Prophylaxe bei abwehrgeschwächten oder im Allgemeinzustand stark reduzierten Patienten.
- An- bzw. Auskleiden: Vorbereiten individueller Kleidung, Hilfe beim An- und Ausziehen der Kleidung, Strümpfen bzw. Strumpfhosen, Bandagen, An- und Ablegen von Prothesen bzw. Orthesen, Stützkorsetts, Bruchbändern etc.
- Hilfe beim Ausscheiden und der Beseitigung von Urin, Stuhl, Schweiß, Sputum, Mageninhalt; Anwendung von Inkontinenzprodukten (z. B. Schutzhose, Kondomurinal); Reinigung eines Harnröhrenkatheters und der Harnröhrenöffnung, Wechsel des Katheterbeutels; Reinigung und Versorgung eines Uro- oder Enterostoma; Kontinenz- bzw. Toilettentraining.

Die Krankenbeobachtung ist immer mit inbegriffen, ebenso
- erforderliche pflegerische Prophylaxen (zur Vorbeugung von z. B. Kontrakturen, Obstipation, Parotitis, Pneumonie, Soor, Thrombose, Hornhautaustrocknung, Intertrigo); Dekubitusprophylaxe (wenn noch kein solcher Hautdefekt besteht)
- Lagern (Flachlagerung, Oberkörperhochlagerung, Bauchlagerung, Beintief- oder -hochlagerung, Seitenlagerung, ggf. unter Verwendung von Lagerungshilfsmitteln)
- Hilfe zur Verbesserung der Mobilität (im Rahmen der aktivierenden Pflege z. B.: Aufstehen aus liegender oder sitzender Position in Form von Aufrichten bis zum Stand, Gehen und Stehen, Treppensteigen, Transfer bzw. Umsetzen, Hinsetzen und Hinlegen, Betten eines immobilen Patienten, Lagern, allgemeine Bewegungsübungen).